# Елмадаа
Елмадаа (на турски: Elmadağ) е квартал в район Шишли, Истанбул, Турция.
Сред добре познатите сгради в квартала са петзвездни хотели като Ritz-Carlton и Hilton Istanbul Bosphorus, а покрай Cumhuriyet Caddesi много чуждестранни авиокомпании имат свои офиси. Арменската болница Сурп Aгоп (Свети Якоб) също е на същия булевард.